# Веслање на Летњим олимпијским играма 1904 — скиф за мушкарце
Скиф је била једна од пет дисциплина у  веслању на Олимпијским играма 1904.. Такмичење је одржано 30. јула 1904. на језеру у близини Сент Луиса. Стаза је била дугачка 1,5 миљу (2.414 м), а скифисти су возили половину стазе.
Учествова ла су четири такмичара тако да није било квалификација и сви су се такмичили у финалу. Сви учесници су били представници земље домаћина, САД.
Четвртопласирани Дејвид Дафилд је био једини такмичар од њих 44, који је учествовали у свим дисциплинама веслања на Олимпијским играма 1904. у Сент Луису  да није освојио олимпијску медаље. У свим другим дисциплинама учествовале су по три екипе, тако да су сви учесници били и освајачи медаља.

## Резултати
| Финале | Финале              | Финале                       |
| ------ | ------------------- | ---------------------------- |
|        | Френк Грир САД      | 10:08,5                      |
|        | Џејмс Џувенал САД   | заостао 2 дужине чамца за 1. |
|        | Констанс Тајтус САД | заостао ½ дужине чамца за 2. |
| 4      | Дејвид Дафилд САД   | непознато                    |